# Europeiska kommissionens ordförande
Europeiska kommissionens ordförande, eller enbart kommissionsordföranden, är en hög befattning inom Europeiska unionen som leder Europeiska kommissionen, unionens verkställande institution. Kommissionsordföranden fungerar i det närmaste som unionens premiärminister och är en av unionens mest inflytelserika politiker.
Kommissionsordföranden leder och driver arbetet framåt inom kommissionen. Han eller hon företräder kommissionen vid förhandlingar med andra institutioner, representerar unionen i sin helhet vid internationella förhandlingar på regeringschefsnivå och mottar kreditivbrev från ambassadörer från tredjeländer som är ackrediterade vid Europeiska unionen. Ordföranden anger riktlinjer för kommissionens arbete och fördelar de politiska ansvarsområdena mellan kommissionsledamöterna. På så sätt kan kommissionsordföranden styra vilka lagförslag kommissionen lägger fram. Varje år håller ordföranden ett tal om tillståndet i unionen inför Europaparlamentet i september månad. I talet utvärderar ordföranden det gångna året samt redogör för övergripande politiska riktlinjer inför nästkommande år.
Kommissionsordföranden utses efter Europaparlamentsvalet vart femte år. Europeiska rådet föreslår med kvalificerad majoritet en ny kommissionsordförande med hänsyn till det senaste Europaparlamentsvalet. Kandidaten måste därefter bli vald av Europaparlamentet och utses tillsammans med sin kommission av Europeiska rådet efter godkännande av Europaparlamentet.
Kommissionsordföranden har sitt kontor på trettonde och högsta våningen i Berlaymontbyggnaden i Bryssel och bistås av ett generalsekretariat som leds av kommissionens generalsekreterare. Om ordföranden har förhinder, övertas hans eller hennes uppgifter av en vice ordförande eller en kommissionsledamot i den turordning som ordföranden har fastställt.

## Historia

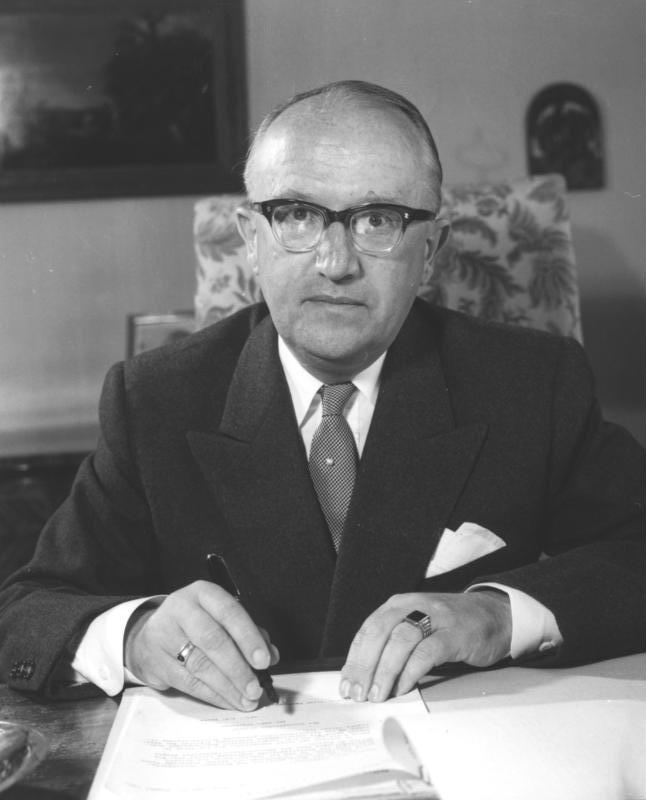
Walter Hallstein

Walter Hallstein brukar räknas som Europeiska kommissionens första ordförande i egenskap av den första ordföranden för Europeiska ekonomiska gemenskapens kommission. Han tillträdde sin post den 1 januari 1958 i samband med upprättandet av Europeiska ekonomiska gemenskapen. Redan 1952 hade dock Höga myndigheten inrättats inom Europeiska kol- och stålgemenskapen med motsvarande funktioner med en egen ordförande. Fram till 1967, då fusionsfördraget trädde i kraft, existerade tre parallella kommissioner; de två redan nämnda tillsammans med Europeiska atomenergigemenskapens kommission. Varje sådan kommission, eller hög myndighet, leddes av en ordförande, men genom fusionsfördraget slogs samtliga tre ihop till Europeiska gemenskapernas kommission. Samtidigt infördes en bestämd mandatperiod för kommissionen på fyra år.
1967 ersattes Walter Hallstein och ordförandena för de två andra institutionerna av Jean Rey. 1970 tillträdde Franco Maria Malfatti, som 1972 följdes av Sicco Mansholt. François-Xavier Ortoli var kommissionsordförande mellan 1973 och 1977, då Roy Jenkins tog över. Därefter var Gaston Thorn ordförande mellan 1981 och 1985. Jacques Delors tillträdde 1985 och var ordförande under en lång period då flera stora förändringar i det europeiska samarbetet ägde rum, däribland ikraftträdandet av europeiska enhetsakten och Maastrichtfördraget. Genom Maastrichtfördraget stärktes ordförandens makt betydligt och kommissionens mandatperiod utökades från fyra till fem år, samma längd som mandatperioden för Europaparlamentet.
1995 tog Jacques Santer över ordförandeskapet, men tvingades 1999 som första ordförande att avgå tillsammans med hela sin kommission efter påtryckningar från Europaparlamentet. En interimskommission utsågs under Manuel Maríns ordförandeskap fram till mitten av september 1999. Mellan 1999 och 2004 var Romano Prodi ordförande. José Manuel Barroso valdes till ordförande efter valet 2004 och omvaldes på sin post 2009.
Under 2014 blev Jean-Claude Juncker (EPP) den första kommissionsordföranden att i enlighet med Lissabonfördraget utses som en direkt konsekvens av utgången i ett Europaparlamentsval. Han ersattes den 1 december 2019 av Ursula von der Leyen, som blev den första kvinnan att utses till kommissionsordförande. Hon valdes till en andra mandatperiod efter valet 2024.

## Utnämningsförfarande
Med hänsyn till det senaste Europaparlamentsvalet föreslår Europeiska rådet med kvalificerad majoritet en ny kommissionsordförande för en period av fem år, som kan förnyas. Denna kandidat måste, efter att ha presenterat sitt politiska program, väljas av Europaparlamentet med absolut majoritet; i annat fall måste Europeiska rådet föreslå en ny kandidat till dess att parlamentet har gett sitt godkännande. Ordföranden fyller, efter att ha blivit vald av parlamentet, en central funktion i utarbetandet av en ny kommission. Ordföranden utses tillsammans med sin kommission av Europeiska rådet efter godkännande av Europaparlamentet. Kommissionen och dess ordförande kan avsättas av parlamentet genom en misstroendeförklaring.

## Funktioner och befogenheter
|  | Tre |

|  | Två |

|  | En |

|  | Ingen |

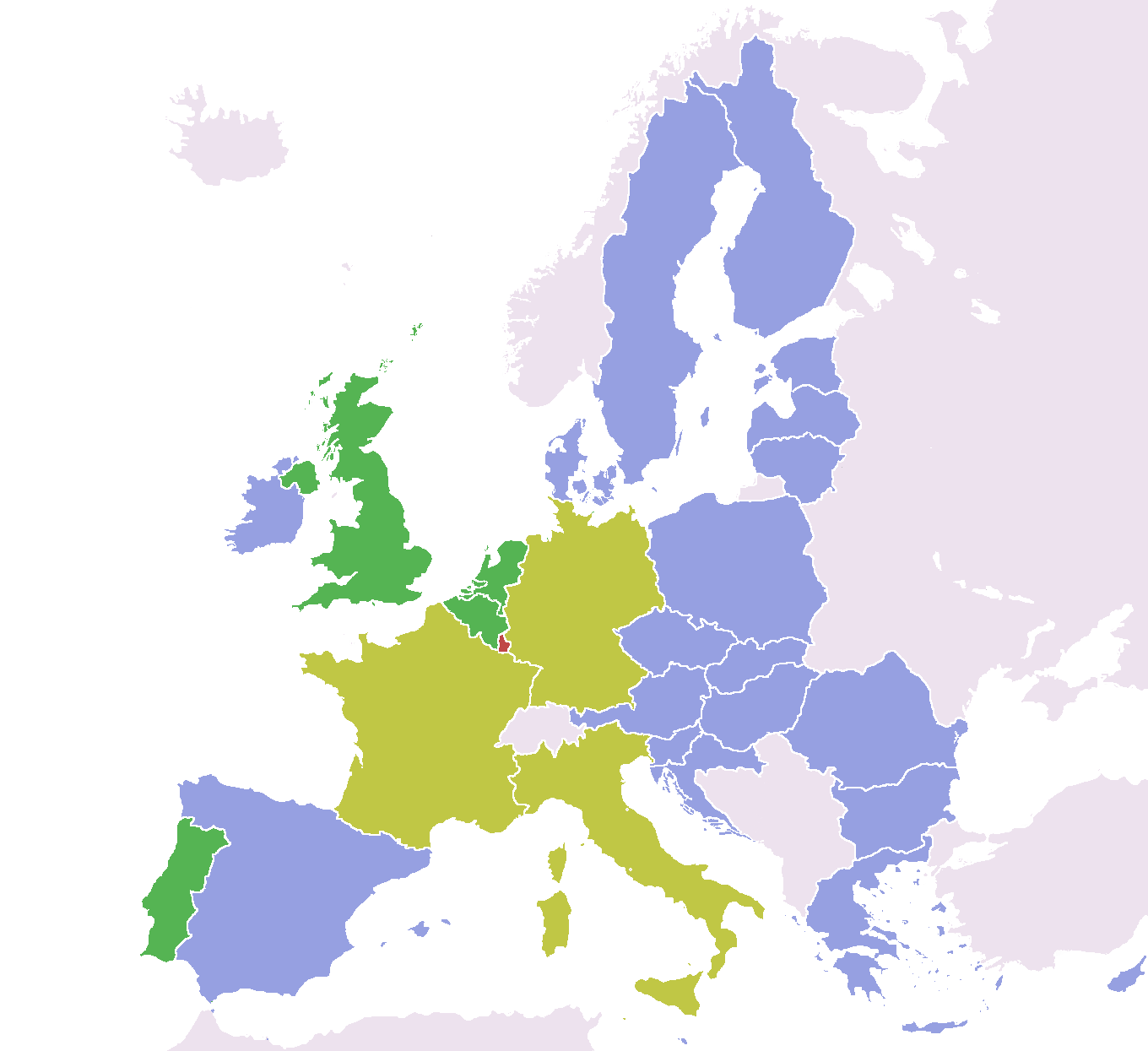
Antal ordförande per medlemsstat

Kommissionsordföranden leder kommissionen och dess kollegium. Han eller hon fyller en central funktion både vid utnämningen av en ny kommission och under kommissionens fortlöpande arbete. Ordföranden anger riktlinjer för kommissionens uppgifter, beslutar om kommissionens interna organisation, fastställer dagordningen samt utser vice ordförande utöver unionens höga representant för utrikes frågor och säkerhetspolitik. En kommissionsledamot måste avgå om ordföranden begär det. Ordföranden företräder också kommissionen i olika sammanhang. Om ordföranden har förhinder, övertas hans eller hennes uppgifter av en vice ordförande eller en kommissionsledamot i den turordning som ordföranden har fastställt.
Varje år håller ordföranden ett tal om tillståndet i unionen inför Europaparlamentet i september månad. I talet utvärderar ordföranden det gångna året samt redogör för övergripande politiska riktlinjer inför nästkommande år. Talet ligger även till grund för kommissionens årliga arbetsprogram.
Luxemburg är den medlemsstat som flest kommissionsordförande har kommit från. Totalt tre stycken luxemburgare har innehaft posten; samtliga har varit Luxemburgs premiärminister dessförinnan.

### Lön och andra privilegier
Lön, arvode och pension för kommissionsordföranden fastställs av Europeiska unionens råd. Efter att Europeiska gemenskaperna fick helt gemensamma institutioner genom fusionsfördraget den 1 juli 1967 antog rådet en förordning om ersättningen till bland annat kommissionsordföranden. De anställningsvillkor som fastslogs i denna förordning tillsammans med de ändringar som antagits sedan 1967 innebär att han eller hon har en lön som motsvarar 138 procent av grundlönen för en tjänsteman vid Europeiska unionen i tredje löneklassen av lönegrad 16. Det innebär en lön på 32 100,99 euro per månad, exklusive andra privilegier.

## Lista över ordförande
|  | Nr | Porträtt | Namn                   | Ämbetstid  | Ämbetstid  | Kommission                                                           | Tillträdde                       | Nationalitet   | Partitillhörighet |  |
|  | -- | -------- | ---------------------- | ---------- | ---------- | -------------------------------------------------------------------- | -------------------------------- | -------------- | ----------------- |  |
|  | 1  |          | Walter Hallstein       | 1958-01-07 | 1967-07-05 | Kommissionen Hallstein I Kommissionen Hallstein II                   | 1958-01-07 1962-01-10            | Tyskland       | – (CDU)           |  |
|  | 2  |          | Jean Rey               | 1967-07-06 | 1970-07-01 | Kommissionen Rey                                                     | 1967-07-06                       | Belgien        | – (PRL)           |  |
|  | 3  |          | Franco Maria Malfatti  | 1970-07-02 | 1972-03-21 | Kommissionen Malfatti                                                | 1970-07-02                       | Italien        | – (DC)            |  |
|  | 4  |          | Sicco Mansholt         | 1972-03-22 | 1973-01-05 | Kommissionen Mansholt                                                | 1972-03-22                       | Nederländerna  | – (PvdA)          |  |
|  | 5  |          | François-Xavier Ortoli | 1973-01-06 | 1977-01-05 | Kommissionen Ortoli                                                  | 1973-01-06                       | Frankrike      | – (RPR)           |  |
|  | 6  |          | Roy Jenkins            | 1977-01-06 | 1981-01-05 | Kommissionen Jenkins                                                 | 1977-01-06                       | Storbritannien | – (Labour)        |  |
|  | 7  |          | Gaston Thorn           | 1981-01-06 | 1985-01-05 | Kommissionen Thorn                                                   | 1981-01-06                       | Luxemburg      | ELDR (DP)         |  |
|  | 8  |          | Jacques Delors         | 1985-01-06 | 1995-01-22 | Kommissionen Delors I Kommissionen Delors II Kommissionen Delors III | 1985-01-06 1989-01-06 1993-01-06 | Frankrike      | PES (DP)          |  |
|  | 9  |          | Jacques Santer         | 1995-01-23 | 1999-03-15 | Kommissionen Santer                                                  | 1995-01-23                       | Luxemburg      | EPP (CSV)         |  |
|  | –  |          | Manuel Marín           | 1999-03-16 | 1999-09-15 | Kommissionen Marín                                                   | 1999-03-16                       | Spanien        | PES (PSOE)        |  |
|  | 10 |          | Romano Prodi           | 1999-09-16 | 2004-11-21 | Kommissionen Prodi                                                   | 1999-09-16                       | Italien        | ELDR (DEMO)       |  |
|  | 11 |          | José Manuel Barroso    | 2004-11-22 | 2014-10-31 | Kommissionen Barroso I Kommissionen Barroso II                       | 2004-11-22 2010-02-10            | Portugal       | EPP (PSD)         |  |
|  | 12 |          | Jean-Claude Juncker    | 2014-11-01 | 2019-11-30 | Kommissionen Juncker                                                 | 2014-11-01                       | Luxemburg      | EPP (CSV)         |  |
|  | 13 |          | Ursula von der Leyen   | 2019-12-01 | 2029-10-31 | Kommissionen von der Leyen I Kommissionen von der Leyen II           | 2019-12-01 2024-12-01            | Tyskland       | EPP (CDU)         |  |

### Tidslinje
|  | Europeiska folkpartiet (EPP) och dess föregångare Europeiska socialdemokratiska partiet (PES) och dess föregångare Alliansen liberaler och demokrater för Europa (ALDE) och dess föregångare |